# Salome Zurabišvili
Salome Zurabišvili (francosko Salomé Zourabichvili), francosko-gruzinska političarka in nekdanja diplomatka, * 18. marec 1952, Pariz, Francija.
Od decembra 2018 je na položaju predsednice Gruzije. Je prva ženska izvoljena na to mesto, ki ga bo zasedala šest let. Zaradi ustavnopravnih sprememb, ki bodo začele veljati leta 2024, naj bi bila Zurabišvilijeva zadnja neposredno izvoljena predsednica Gruzije. Vse prihodnje voditelje držav bo namreč posredno izvolil parlament oz. volilni kolegij.
Leta 2004 je postala gruzinska državljanka, francoskemu državljanstvu pa se je odpovedala leta 2018.

## Življenjepis
Zurabišvilijeva se je rodila v Parizu v družini gruzinskih priseljencev.  

### Diplomacija
Francoski diplomatski službi se je pridružila v sedemdesetih letih dvajsetega stoletja in tri desetletja opravljala različne višje diplomatske položaje. Od leta 2003 do 2004 je bila veleposlanica Francije v Gruziji.  

### Politika
Leta 2004 je po medsebojnem dogovoru med Francijo in Gruzijo sprejela gruzinsko državljanstvo in postala gruzinska zunanja ministrica. V času svojega mandata na gruzinskem ministrstvu za zunanje zadeve (MZZ) se je pogajala o pogodbi, ki je privedla do umika ruskih sil iz nespornih delov gruzinske celine. Bila je tudi v Odboru za sankcije proti Iranu pri Varnostnem svetu ZN kot koordinatorka skupine strokovnjakov.
Po spopadu s tedanjim gruzinskim predsednikom Mihaelom Sakašvilijem je Zurabišvilijeva leta 2006 ustanovila politično stranko Pot Gruzije, ki jo je vodila do leta 2010. Na koncu je bila leta 2016 kot neodvisna kandidatka izvoljena v gruzinski parlament. Po prisegi na mesto predsednice je zapustila poslanski sedež. Med gruzinskimi predsedniškimi volitvami leta 2018 je kandidirala kot neodvisna kandidatka, ki jo je podprla vladajoča stranka Gruzijske sanje. Zmagala je v drugem krogu proti Grigolu Vashadzeju.